# Bakmil (Metro Baku)

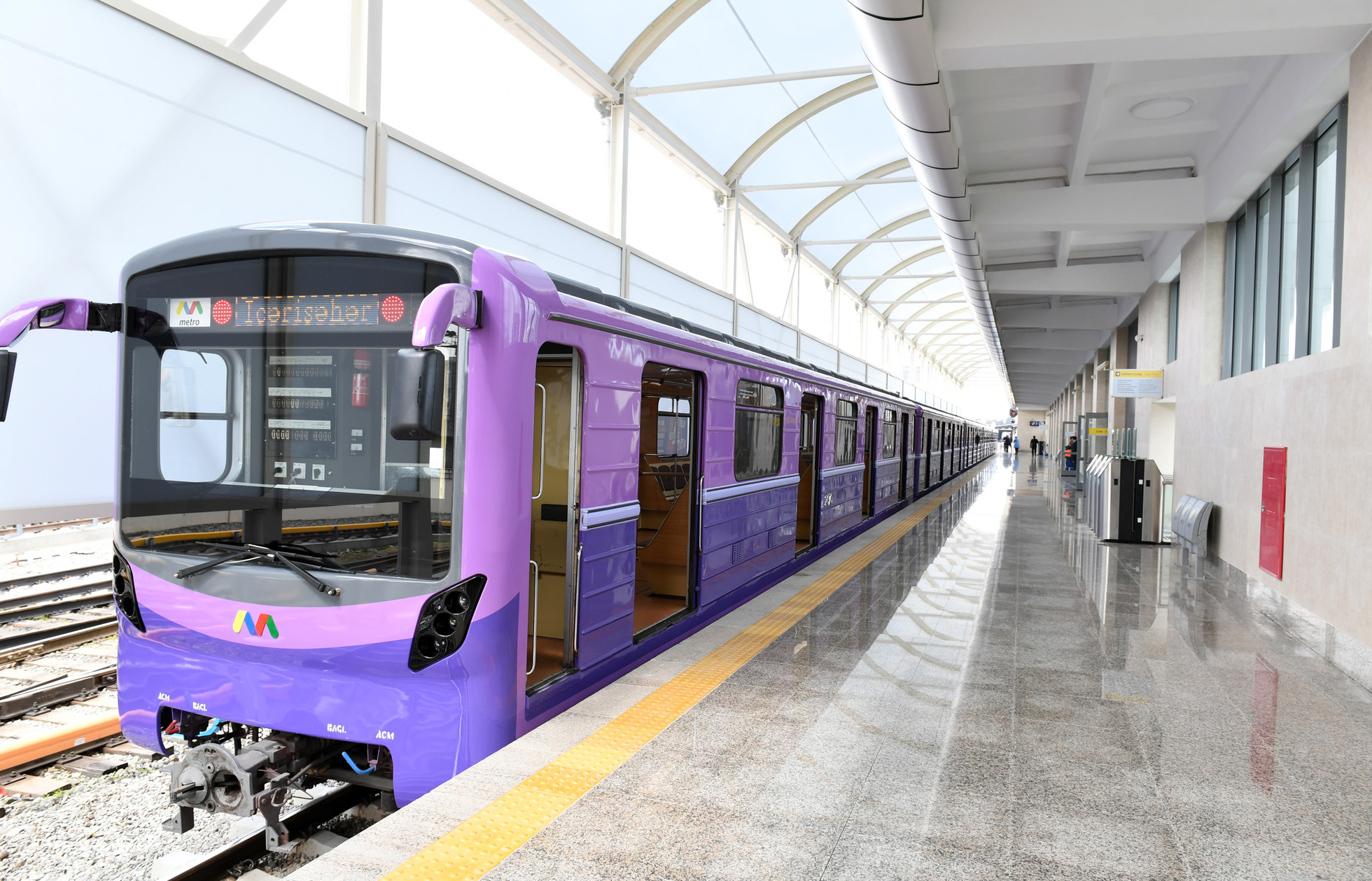
U-Bahn-Station Bakmil

Bakmil ist eine oberirdische Station der Metro Baku in Baku (Aserbaidschan). Sie besteht aus einem überdachten Bahnsteig, der sich am östlichen Gleis der Zufahrt zum nördlich davon befindlichen Depot befindet.
Die Station wird von Zügen der Roten Linie (Linie 1) und der Grünen Linie (Linie 2) bedient.
Der Streckenabschnitt von Nəriman Nərimanov zum Depot wurde am 25. September 1970 in Betrieb genommen. Die Station Bakmil wurde 1978/1979 an dieser Strecke dazu gebaut und am 28. März 1979 eröffnet. Die Station hieß ursprünglich Elektrosawod und wurde in Bakmil umbenannt.